# Sahel Airlines
Sahel Airlines is een luchtvaartmaatschappij uit Niger, met haar thuisbasis in Niamey.

## Geschiedenis
Sahel Airlines is opgericht in 2006.

## Vloot
De vloot van Sahel Airlines bestaat uit:
- 1 Boeing 747-200B